# Franz (auteur)
Pour les articles homonymes, voir Drappier.
Franz Drappier, dit Franz, né le 11 juin 1948 à Charleroi (province de Hainaut), mort le 8 janvier 2003 au Mans (Sarthe), est un auteur de bande dessinée belge.
Il a reçu le Grand Prix Saint-Michel en 1982 pour le premier tome de Lester Cockney.

## Biographie
Franz Drappier naît le 11 juin 1948 à Charleroi. Il baigne dès son plus jeune âge dans la bande dessinée grâce à son grand-père qui lui fait découvrir Red Ryder de Fred Harman. Il est placé en pensionnat à Binche et il se passionne aussi très tôt pour les chevaux,. Il garde en mémoire les attelages fournissant les boulangeries, et ces animaux qu'il aurait aimé voir dans les prairies de ses parents. C'est dans le Journal de Charleroi qu'il place ses premiers dessins.
Passionné de dessin, Franz Drappier passe par l'Institut Saint-Luc de Bruxelles, puis les beaux-arts de Mons. Une fois diplômé, il fait le tour des éditeurs et commence à publier des illustrations dans diverses publications en 1966. Il entre en 1967 au Journal de Tintin, dans lequel il publie de très nombreuses pages alimentaires (sur des scénarios d'Yves Duval, Vicq, Michel Novembre, etc.). Il entre dans Spirou en 1969, en illustrant un court récit de la série Les Belles Histoires de l'Oncle Paul sur un scénario d'Octave Joly, il en dessinera encore deux autres en 1970. Pour ce journal, il illustre encore de manière épisodique Soliman le magnifique les deux années suivantes. En 1972, il apparaît brièvement dans l'édition belge de Pilote avec divers dessins d'actualité, et il crée Les Aventures de Christopher avec le scénariste Yves Duval dans Le Soir-Jeunesse. La même année, Franz rejoint le studio d'Henri Desclez, où il réalise les dessins de sept épisodes de l'adaptation en bande dessinée des romans de Frédéric Dard Commissaire San-Antonio.
Il reprend en 1976 Jugurtha, série originellement dessinée par Hermann, puis en crée d'autres, avec ou sans scénaristes : Hypérion en 1979, Lester Cockney en 1980, Thomas Noland en 1982, Poupée d'ivoire en 1988, Hannah en 1991, etc. L'année de sa mort sortait encore une de ses créations, Akarad pour le dessinateur François Plisson, et sa participation au Décalogue de Frank Giroud.
Franz rend hommage à Derib dans Les Amis de Buddy Longway et à Will dans L'Arbre des deux printemps.
En outre, Franz participe à quelques albums collectifs dont Il était une fois... Les Belges (Paul Ide, 1980), Les Grandes Victoires de l'énergie (Publiart, 1981), L'Aventure du journal Tintin - 40 ans de bande dessinée (Lombard, 1986), Pétition - À la recherche d'Oesterheld et de tant d'autres ! (Amnesty International, 1986), Rire c'est rire (Festival du rire de Rochefort, 1995), Brassens (Vents d'Ouest, 1996), Uderzo croqué par ses amis (Soleil, 1996), Chirac dans tous ses états et Le Père Noël dans ses petits souliers (Pictoris Studio, 1997) ainsi que C'est fou le foot sans les règles (Pictoris Studio, 1998). Son art est également publié dans le deuxième mook Opus Humano 1985-1995 publié en novembre 2024.  
Franz meurt le 8 janvier 2003 au Mans en France, à l'âge de 54 ans.

### Vie privée
Franz était marié à Gabrielle Horvath, coloriste d'un grand nombre de ses albums.

## Publications

### Albums de bande dessinée
- La Nuit des gargouilles, (dessin), scénario Vicq, Samedi-Jeunesse no 180, 1972

### Para-BD
À l'occasion, Franz réalise des portfolios, ex-libris, marque-pages, cartes ou cartons. Il réalise également des affiches pour des festivals de bande dessinée et de cinéma dont celle du BIFFF en 2001,.

### Collections publiques
3 œuvres de cet artiste sont conservées au Centre belge de la bande dessinée et font partie du patrimoine mobilier de la région Bruxelles-Capitale.

## Réception

### Prix et récompenses
- 1982 :  Grand Prix Saint-Michel[49] pour le premier tome de Lester Cockney ;
- 1989 :  prix du meilleur dessin décerné par la Chambre belge des experts en bande dessinée[50] pour Mémoires d’un 38 ;
- 2003 :  prix Spécial du Festival BD de Vaison-la-Romaine, partagé avec Gabrielle Horvath pour l'ensemble de son œuvre[8] ;
- 2005 :  prix du meilleur album étranger pour Irish Melody ex-aequo avec Herlé et Widenlocher pour Nabuchodinosaure décerné lors du festival de Sobreda (en)[51].

### Postérité
Selon Patrick Gaumer : « Virtuose graphique, doué d'une imagination fertile et d'une incroyable puissance de travail, Franz s'est imposé en quelques années comme l'un des principaux représentants de la bande dessinée franco-belge réaliste. »

#### Livres
: document utilisé comme source pour la rédaction de cet article.
- Claude Moliterni, Histoire mondiale de la bande dessinée, P. Horay, 1989, 315 p., ill. ; 37 cm (ISBN 9782705801656 et 2705801650, OCLC 300909966, présentation en ligne), p. 69, 77, 80, 87, 99, 167 lire sur Google Livres
- Jean-Louis Lechat, Un demi-siècle d’aventures t. 2 : 1970 - 1996, Bruxelles, Le Lombard, 5 décembre 1996, 224 p., ill. ; 31 cm (ISBN 280361233X, OCLC 37995939, BNF 37539082, présentation en ligne), p. 15, 43, 49, 55, 64, 71, 78, 80, 82, 83, 89, 93, 94, 95, 106, 114, 136, 169, 184, 195, 196. .
- Jean Pirotte (dir.) et Luc Courtois, Du régional à l'universel. : L'imaginaire wallon dans la bande dessinée., Louvain-la-Neuve, Fondation wallonne Pierre-Marie et Jean-François Humblet, 1999, 310 p. (ISBN 978-2-9600072-3-7 et 2960007239, OCLC 1075833932), p. 61, 108, 224 lire sur Google Livres
- Henri Filippini, « Franz », dans Dictionnaire de la bande dessinée, Paris, Bordas, 2005, 912 p., ill. ; 27 cm (ISBN 9782047299708 et 2047299705, OCLC 1009545288, présentation en ligne), p. 100. .
- Patrick Gaumer, « Franz », dans Dictionnaire mondial de la BD, Paris, Larousse, 2010, 953 p., ill. ; 27 cm (ISBN 978-2-0358-4331-9 et 2-0358-4331-6, OCLC 920924930, présentation en ligne), p. 337-338. .

#### Périodiques
- Jean-Pol Stercq, « La Galerie-photo de Tintin », Tintin, Le Lombard, no 29,‎ 1974.
- « Reward : Franz », Tintin, Le Lombard, no 15,‎ 12 avril 1977
- Franz (int. par Claude Ecken), « Entretien avec Franz », Schtroumpfanzine, no 30,‎ mai 1979, p. 3-9.
- « Franz », Les Cahiers de la bande dessinée, Glénat, no 64,‎ juillet 1985.
- Franz (interviewé par Guy Vidal), « Les têtes de série : Rencontre avec Franz un hussard toujours sur la brêche ! », La Lettre - L'officiel de la bande dessinée, Dargaud, no 30,‎ juillet-août 1996, p. 16
- Franz (int. par Jean-Pierre Fuéri), « Franz tout feu tout femmes », BoDoï, no 40,‎ avril 2001, p. 74-77.
- Jean-Louis Lechat, « Adieu Franz ! », La Lettre - L'officiel de la bande dessinée, Dargaud, no 70,‎ mars-avril 2003, p. 16-17
- Louis Cance, « Remember Franz », Hop !, Aurillac, AEMEGBD, no 98,‎ 1er juin 2003 (ISSN 0768-9357).
- Henri Filippini, « Je me souviens de Franz », dBD, no 17,‎ octobre 2007, p. 94-95.
- Louis Cance, « Dossier Franz », Hop !, AEMEGBD, no 124,‎ 1er décembre 2009 (ISSN 0768-9357).